# PGC 57932
LEDA/PGC 57932, auch NGC 6131B, ist eine Spiralgalaxie vom Hubble-Typ Sc im Sternbild Corona Borealis am Nordsternhimmel. Sie ist schätzungsweise 238 Millionen Lichtjahre von der Milchstraße entfernt und hat einen Durchmesser von etwa 45.000 Lichtjahren. Vom Sonnensystem aus entfernt sich das Objekt mit einer errechneten Radialgeschwindigkeit von näherungsweise 5.200 Kilometern pro Sekunde.
Gemeinsam mit NGC 6131 bildet sie das gravitativ gebundene Galaxienpaar Holm 742.
Im selben Himmelsareal befinden sich unter anderem die Galaxien  PGC 57994, PGC 2139960, PGC 2141233, PGC 2131245.